# 幌加號誌站
幌加號誌站（日语：／ Horoka shingōjō */?）位於日本北海道勇拂郡占冠村，是北海道旅客鐵道（JR北海道）石勝線上的號誌站。
名稱來源於阿伊努語的「horka-nay」，意思是倒流的河流。

## 車站構造
擁有2線的號誌站。號誌站兩端設有防雪廊（snow shelter）以避免轉轍器凍結。

## 車站周邊
號誌站周圍是完全沒有人煙的廣大森林地帶。
- 鵡川

## 历史
- 1981年（昭和56年）10月1日 - 設立，原本稱為苫鵡號誌站（トマム信号場）。
- 1987年（昭和62年）2月1日 - 由於原本的石勝高原站改名為苫鵡站，因此苫鵡號誌站改名為幌加。
- 1987年（昭和62年）4月1日 - 國鐵分割民營化後，由JR北海道接收管理。

## 相鄰車站
北海道旅客鐵道（JR北海道）
■石勝線
占冠（K21）－（東占冠信號場）－（瀧之澤信號場）－（幌加信號場）－苫鵡（K22）